# تمرد سنغافورة 1915

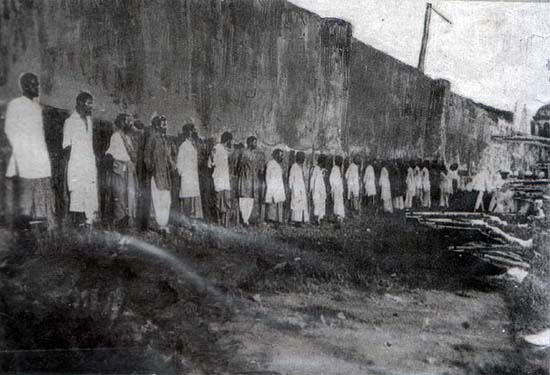
"عمليات الإعدام العلنية للمتمردين المدانين من المشاة الخفيفة الخامسة في طريق أوترام ، سنغافورة ، حوالي مارس 1915"

تمرد سنغافورة عام 1915، المعروف أيضًا بتمرد السيبوي عام 1915 أو تمرد فوج المشاة الخفيفة الخامس، هو تمرد شنه قرابة نصف فوج مكون من 850 سيبوي (جندي هندي) ضد البريطانيين في سنغافورة خلال الحرب العالمية الأولى، وارتبط بمؤامرة غدر عام 1915. استمر التمرد الذي بدأ في 15 فبراير 1915 نحو 7 أيام. نتج عنه مقتل ثمانية ضباط وجنود بريطانيين وضابطين وجندي من ملايو، و14 مدنيًا بريطانيًا، وخمس مدنيين صينيين وملايو، ومعتقل ألماني واحد قبل إخماد التمرد من قبل القوات البريطانية والكتائب البحرية الحليفة.
أسباب اندلاع التمرد معقدة ومازالت مفتوحة للنقاش.

## الخلفية

### فوج المشاة الخفيفة الخامس
كان فوج المشاة الخفيفة الخامس فوجًا عريقًا في الجيش الهندي يعود تاريخه إلى 1803، وكان ذا سجل عسكري جيد. عرف في البداية باسم الكتيبة الثانية من المشاة البنغالية الأصلية الواحدة والعشرون وغُير اسمه إلى المشاة (الخفيفة) البنغالية الأصلية الثانية والأربعون في 1843. بعد التمرد الهندي -المعروف أيضًا بثورة الهند لعام 1857- أُعيد ترقيم الأفواج البنغالية الناجية في عام 1861 فأصبح بعدها الفوج الثاني والأربعون فوج المشاة (الخفيفة) البنغالية الأصلية الخامس. بعد إصلاحات الجيش، أُزيلت كلمة «الأصلية» من اسم الفوج ليصبح ببساطة فوج المشاة الخفيفة الخامس. اشتهر الفوج بتلقيه التكريمات الكثيرة في المعارك والتي تضمنت تكريمات راخين وأفغانستان وقندهار في 1842 وغانز في 1842 وكابول ومودكي وفيروزيشاه وسوبرون في 1857. شارك الفوج أيضًا في الحرب الأفغانية الثانية 1879-1880 والحرب البورمية الثالثة 1885-1887 والتي أدت إلى ضم بورما وولايات شان التابعة لها إلى بريطانيا.
تولى الفوج مهمات الحامية في الهند قبل الحرب العالمية الأولى مباشرة. في 10 أكتوبر 1914 تمركز فوج المشاة الخفيفة الخامس في ناوغونغ حين أرسل إلى سنغافورة لاستبدال مشاة يوركشاير الخفيفة الملكية التي تلقت أوامر بالتوجه إلى فرنسا. في 1914-1915 كان فوج المشاة الخفيفة الخامس وحدةً إسلامية بالكامل مؤلفة بشكل أساسي من الرانغر (مسلمون أصولهم من قبائل راجبوت) والبشتون ويقودها ضباط بريطانيون وهنود. عند وصوله سنغافورة، كانت قاعدة فوج المشاة الخفيفة الخامس متمركزة في ثكنات أليكسندرا.

### الشقاق والاستياء في الفوج
عانى فوج المشاة الخفيفة الخامس من قيادة عليا ضعيفة وخلافات بين ضباطه البريطانيين حتى قبل مغادرته الهند. فاقم المشكلة كون السيبوي أنفسهم منقسمين إلى مجموعتين رئيستين. يقود إحداهما السوبيدار الكبير خان محمد خان والسوبيدار وحيد علي ويقود الثانية السوبيدار دوندي خان والجاميدار كريستي خان وعبد العلي خان. وفقًا لمحكمة التحقيق، تزعزع الانضباط بسبب هذا الانقسام وكان من الغالب أن يُعارض أي تحسين في السياسة أو أي إجراء آخر يتخذ ضمن الفوج من قبل فصيل أو آخر.
لم يكن السيبوي قادرين على التأقلم والتكيف مع ظروف المعيشة في بيئتهم الجديدة. في أثناء وجودهم في الهند، حصل السيبوي على إمدادات مستمرة من اللحم وحليب الماعز، لكن لصعوبة الحصول على إمدادات مستمرة من الماعز في سنغافورة، اضطروا للاكتفاء بالبديل ألا وهو الدجاج والقليل جدًا من الحليب. لجأ السيبوي إلى شراء اللحم والحليب بأنفسهم لتعويض الكميات غير الكافية التي كانوا يحصلون عليها وأدى استخدام الدولار عوضًا عن الروبية إلى إغضابهم أكثر.
رأى تقرير محكمة التحقيق بالإضافة إلى الروايات التي عاصرت التمرد أنه كان أمرًا منعزلًا ناتجًا عن المشاكل الداخلية الناشئة ضمن وحدة واحدة ذات قيادة سيئة أثناء خدمتها في الخارج. دُرس احتمال التدخل الألماني أو التركي بشكل دقيق ولكن عدا ذلك فإن المؤثرات السياسية والاجتماعية الأوسع أهملت عمومًا.

## التمرد
أعلن العقيد مارتن في 27 ديسمبر 1915 عن نقل فوج المشاة الخفيفة الخامس إلى هونغ كونغ لأداء مهام حامية إضافية مستبدلًا فوجًا هنديًا آخر. لكن الشائعات التي سرت بين السيبوي قالت إنهم سيرسلون إلى أوروبا أو إلى تركيا للقتال ضد إخوانهم المسلمين. حددت محكمة التحقيق لاحقًا ثلاثة ضباط هنود على أنهم المتآمرون الأساسيون في هذا التمرد وهم السوبيدار دوندي خان والجاميدار كريستي خان والجاميدار علي خان. عندما جاء الأمر أخيرًا بالإبحار إلى هونغ كونغ على متن سفينة النيل في فبراير عام 1915، قرروا مع زعماء مجموعات سيبوي آخرين أن وقت التمرد قد حان. في صباح 15 فبراير، خاطب القائد العام في سنغافورة موكب وداع الفوج مشيدًا بالسيبوي لإقبالهم الممتاز وأشار إلى مغادرتهم في اليوم التالي دون أن يذكر أن وجهتم هي هونغ كونغ. في تمام الساعة 3:30 بعد ظهر اليوم نفسه، تمردت أربع سرايا راجبوت من السرايا الثمانية التي تشكل فوج المشاة الخفيفة الخامس. لم ينضم السيبوي البشتون الذين يشكلون غالبية السرايا الأربعة المتبقية إلى التمرد لكنهم تشتتوا في ارتباك. قُتل ضابطان بريطانيان من الفوج خلال محاولتهما إعادة النظام.
انقسم المتمردون أنفسهم إلى ثلاث مجموعات. وتوجه جزء منهم مكون من 100 فرد للحصول على ذخيرة من ثكنات تانغلين، حيث اعتقل 309 من الألمان، بمن فيهم أفراد طاقم الطراد الألماني الخفيف إس إم إس إمدن، من قبل البريطانيين. وأطلق المتمردون النار على حراس المعسكر وضباطه دون سابق إنذار، ما أسفر عن مقتل عشرة حراس بريطانيين، وثلاثة من جنود جوهور الموجودين في المعسكر، ومعتقل ألماني.
حاول المتمردون إقناع الألمان بالانضمام إليهم، ولكن الكثير من هؤلاء كانوا تحت تأثير الصدمة بسبب العنف المفاجئ وترددوا في ذلك. أراد بعض البحارة الألمان وجنود الاحتياط الانضمام إلى المتمردين، لكن الأغلبية تبنت موقفًا محايدًا، ورفضت أخذ البنادق من الهنود. هرب ثلاث وخمسون ألمانيًا وظل الباقون في الثكنات.